# Carnets
Carnets sont des textes de l'écrivain français Saint-Exupéry qui n'étaient pas destinés à la publication. Au début des années 1950, sous l'impulsion de Pierre Chevrier, pseudonyme de Nelly de Vogüé, l'une de ses amies proches, les Éditions Gallimard décident de rassembler cette matière et de la publier. Un travail de dépouillement, déchiffrage, annotation et de classement est alors réalisé. Édités pour la première fois en volume en 1953, ils forment une œuvre posthume à part, faite de réflexions, de constatations, d'interrogations...
À l'origine, c'est une démarche personnelle destinée à n'être lue et relue que par l'auteur qui dialogue avec lui-même, et non pas des notes pouvant servir de trame à de futurs romans. Travail de réflexion intime, ils représentent souvent à la suite de discussions que Saint-Exupéry avait eues avec ses amis ou relations les conclusions qu'il pouvait en tirer. Qu'il se révolte contre les Espagnols qui saccagent leur pays ou qu'il développe sa théorie de l'égalité, Saint-Exupéry se fait le chantre du langage.
On retrouve dans ces pages les questions que chaque homme se pose quand il voit le monde entier dans lequel il a vécu aller à vau-l'eau, dépassé par les situations qu'ont créées ses contemporains.
C'est aussi la découverte de la sensibilité d'un homme curieux de tout, qui, entre l'énoncé classique d'un théorème de physique et la résolution d'un problème financier, écrivait : « Je prendrai de chacun de vous tout le bien, et j'en formerai un cantique. »